# トヨタ・F33A-FTV
トヨタ・F33A-FTVエンジンは、トヨタ自動車の水冷V型6気筒ディーゼルエンジンでVD型の後継に当たる。
ディーゼルエンジンとして初のダイナミックフォースエンジンシリーズのひとつとして開発された。ハイフン以降の表記の「F」は実用DOHC、「T」はターボチャージャー、「V」はコモンレール式燃料噴射装置を意味している。

## 概要
V型6気筒3,300ccエンジン。このエンジンは前型のV型8気筒のVD型とは設計は異なり、TNGA設計で一から基本設計を見直している。初搭載は2021年8月にフルモデルチェンジされたランドクルーザー300系。
豊田自動織機がトヨタ自動車から委託を受けてエンジンの開発を行っており、トヨタ自動車は豊田自動織機からデータの提出を受けて、自動車型式指定等の申請を行った。このため2024年に豊田自動織機によるエンジンの不正試験が表面化した際、ランドクルーザーの出荷が停止する事態を招いた。

## 系譜
- エンジン型式一覧の自動車用エンジンの系譜を参照。

## 搭載車種
- ランドクルーザー(300系)